# Bunuri mobile din domeniul arheologie clasate în patrimoniul cultural național al României aflate în Argeș
Acestă listă conține bunurile mobile din domeniul arheologie clasate în Patrimoniul cultural național al României aflate la momentul clasării în Argeș.

## Fond
| Foto | Informații generale        | Detalii tehnice | Descriere | Deținător                             | Legături |
| ---- | -------------------------- | --- | --- | ------------------------------------- | -------- |
|      | Fibulă "digitată"          | Datare: mijl. sec. VI - mij. sec. VII p.Chr. Descoperit: jud. ARGEȘ, com. UNGHENI, UNGHENI Material: Realizată din bronz prin turnare în tipar; lipire cu metal alb.                                                             | Capul fibulei semidiscoidal (lățime de 3,5 cm) terminat prin cinci butoni (degete) rotunzi; corpul scurt, ușor arcuit, continuat cu piciorul alcătuit dintr-o placă romboidală și terminat cu un buton alungit. Pe marginile plăcii romboidale, în partea superioară, se află două ochiuri, iar la mijloc și la baza ei sunt dispuși câte doi butoni. Pe fața inferioară a capului semidiscoidal se observă dspozitivul de care se lipea resortul, distigându-se metalul aplicat pentru lipire; resortul și acul lipsesc; portagrafa este scurtă, întoarsă la vârf pentru a permite blocarea acului. Piesa este decorată pe fața superioară. Ea prezintă: pe semidisc, trei semicercuri în excizie între care se intercalează linii succesive dispuse vertical; pe corp, linii verticale cu aspectul unor coaste și pe placa romboidală o rețea de linii scrijelite. Pe placă, liniile sunt dispuse astfel: două pornesc din urechiușe și brăzdează în partea mediană suprafața plăcii, o alta încadrează pe margine întreg decorul, iar alte două linii se întretaie descrind un opt. Decorul butonului terminal este compus tot din linii incizate. | Muzeul Județean Argeș, Pitești        | Cimec    |
|      | Amforă Autor: Menekrates 2 | Datare: prima jumătate a secolului II a. Chr. Școală: Rhodos Menekrates 2 Descoperit: jud. ARGEȘ, com. Cetățeni, Cetățeni, situl arheologic Cetățeni Material: ceramică; lut ars; ardere oxidantă; modelare la roată; ștampilare | toartă de amforă fragmentară, se păstrează partea suparioară ce se prindea de gâtul amforei. Poartă o ștampilă rectangulară cu numele fabricantului rhodian Menekrates 2, activ în perioada 180-160 a.Chr. Pastă fină, curată, bine frământată, cu foarte mici particule de mică, arsă oxidant și uniform, culoare roz-pal, tipică pentru amforele de Rhodos. | Muzeul Județean Argeș, Pitești        | Cimec    |
|      | Amforă Autor: Satyros      | Datare: a doua jumătate a secolului II a. Chr. Școală: Rhodos Satyros Descoperit: jud. ARGEȘ, com. Cetățeni, Cetățeni, situl arheologic Cetățeni Material: ceramică; lut ars; ardere oxidantă; modelare la roată; ștampilare     | toartă de amforă fragmentară, se păstrează partea superioară ce se prindea de gâtul amforei. Poartă o ștampilă rectangulară cu numele fabricantului rhodian Satyrou (retrograd și în oglindă, activ în perioada 150-100 a.Chr. Pastă fină, curată, bine frământată, cu foarte mici particule de mică, arsă oxidant și uniform, culoare roz-pal, tipică pentru amforele de Rhodos. | Muzeul Județean Argeș, Pitești        | Cimec    |
|      | Amforă                     | Datare: secolul II a. Chr. Descoperit: jud. ARGEȘ, com. Cetățeni, Cetățeni, situl arheologic Cetățeni Material: ceramică; lut ars; ardere oxidantă; modelare la roată; ștampilare                                                | toartă de amforă fragmentară, se păstrează partea superioară ce se prindea de gâtul amforei. Poartă o ștampilă rectangulară (3,5 x 1,4 cm) cu două zig zaguri separate de o linie și punctate în spațiul unghiular. Pastă fină, curată, bine frământată, cu foarte mici particule de mică, arsă oxidant și uniform, culoare roz-gălbuie, imitând pasta amforelor de Rhodos. | Muzeul Județean Argeș, Pitești        | Cimec    |
|      | Rhyton zoomorf             | Datare: sec. II î. Hr-sec. I î. Hr Descoperit: jud. Argeș, com. Cetățeni-Muscel, Cetățeni, Valea Chiliilor Material: ceramică; ardere, lustruire                                                                                 | Fragmentul este partea interioară a unui vas in formă de pâlnie căruia îi lipsește partea mediană și superioară ,care se termină cu un gurgui în vecinătatea căruia se continuă în prelungire, în partea opusă, o protomă zoomorfă respectiv capul unui mamifer al cărui bot este rupt (după forma gâtului, capul poate fi de cal sau alt mamifer). | Muzeul Municipal Câmpulung, Câmpulung | Cimec    |